# SBS TV
SBS TV é uma rede de televisão aberta sul-coreana fundada em 9 de dezembro de 1991. É propriedade e operada pela Seoul Broadcasting System (SBS).

## História
A SBS TV é a segunda rede de televisão comercial depois da MBC TV, e foi criada em 9 de dezembro de 1991, quando o governo permitiu a criação de uma segunda emissora comercial em Seul. Em 1 de dezembro de 1991, naquele mesmo ano, quando a MBC celebrou seu 30º aniversário, a SBS iniciou suas transmissões oficiais com a introdução da SBS TV às 10h00 em Seul, e foi designado como "O Dia do Nascimento da SBS", conforme é transmitido pela MBC no programa MBC Newsdesk. No mesmo dia, o SBS Eight O'Clock News foi lançado como o noticiário da rede. Inicialmente, a SBS estava transmitindo apenas terrestre em Seul e seus arredores. Em 9 de outubro de 1992, o governo começou a aceitar inscrições para emissoras privadas em outras regiões do país. A SBS planejou uma rede afiliada de transmissão de televisão e rádio que visa transmitir os programas da SBS em outros novos canais regionais antes de seu 5º aniversário. Em 1994, os canais privados KNN em Busan, TJB em Daejeon, TBC em Daegu e kbc em Gwangju foram criados após a aprovação do governo. Em 14 de maio de 1995, a SBS lançou sua rede nacional de televisão com suas novas afiliadas locais, KNN, TJB, TBC e kbc. A SBS gerenciou uma rede que transmite programas da SBS em outros canais regionais, enquanto as estações locais criaram uma programação local para atender às necessidades dos residentes locais.

## Programas
- Inkigayo
- K-pop Star
- Running Man
- SBS 8 News
- SBS 5 News
- SBS News (1000)
- SBS Nightline
- Let's Go! Morning Wide
- SBS News (1500)
- Sunday News Plus
- SBS Sports News
- Sports Tonight